# Нетилміцин
Нетилміцин  — напівсинтетичний антибіотик з групи аміноглікозидів III покоління широкого спектра дії для парентерального застосування.

## Фармакологічні властивості
Нетилміцин має бактерицидну дію, що зумовлена порушенням синтезу білків у бактеріальних клітинах. До нетилміцину чутливі такі мікроорганізми: стафілококи, нейсерії, сальмонелли, шиґели, клебсієли, Pseudomonas spp., Escherichia coli, Proteus spp., Enterobacter spp., Serratia spp., Citrobacter spp., Acinetobacter spp., Aerobacter spp., Haemophilus influenzae, Morganella morganii, частини Enterococcus spp; у тому числі штамів бактерій, які нечутливі до гентаміцину, тобраміцину та амікацину. До нетилміцину нечутливі стрептококи, анаеробні мікроорганізми (у тому числі клостридії), хламідії, мікоплазми, рикетсії, віруси. Нетилміцин має постантибіотичний ефект для частини штамів стафілококів, кишкової палички та Pseudomonas aeruginosa.

### Фармакодинаміка
Нетилміцин при внутрішньом'язовому введенні швидко всмоктується, біодоступність антибіотика становить 100 % як при внутрішньом'язовому, так і при внутрішньовенному введенні. Максимальна концентрація в крові досягається протягом 30-60 хвилин. Високі концентрації препарату виявляються в плевральній, перикардіальній, синовіальній, перитонеальній, асцитичній рідинах; вмісті абсцесів; мокроті; нирках і сечі; легенях; печінці; міокарді; селезінці. Препарат погано проходить через гематоенцефалічний бар'єр, але при запаленні мозкових оболон концентрація нетилміцину в спинномозковій рідині зростає. Препарат проходить через плацентарний бар'єр та виділяється в грудне молоко. Нетилміцин не метаболізується в організмі, виводиться з організму нирками в незміненому вигляді. Період напіввиведення препарату становить 2-4 години, повного виведення — до 100 годин. При порушенні функції нирок період напіввиведення може подовжуватися до 70 годин.

## Показання до застосування
Нетилміцин показаний при інфекційних ураженнях, які спричинюють чутливі до антибіотика збудники: бактеріємії та сепсисі включно з сепсисом новонароджених, тяжких інфекціях дихальних шляхів; інфекціях сечовидільних шляхів, інфекціях травної системи і інтраабдомінальних інфекціях (включаючи перитоніт), інфекціях кісток та суглобів, опіках, ранах та хірургічних післяопераційних інфекціях, гонореї, інфекціях центральної нервової системи (у тому числі менінгіті), інфекціях сечовидільних шляхів та для профілактики післяопераційних ускладнень при оперативних втручаннях на сечостатевих органах.

## Побічна дія
При застосуванні нетилміцину можливі наступні побічні ефекти:
- Алергічні реакції — нечасто висипання на шкірі, свербіж шкіри, гарячка; дуже рідко синдром Стівенса-Джонсона, синдром Лаєлла, анафілактичний шок.
- З боку травної системи — рідко блювання, діарея, печінкова недостатність.
- З боку нервової системи — нечасто головний біль, парестезії, запаморочення, шум у вухах, дезорієнтація, ураження VIII пари черепно-мозкових нервів з імовірністю розвитку часткової або повної глухоти.
- З боку серцево-судинної системи — дуже рідко тахікардія, артеріальна гіпотензія.
- З боку сечовидільної системи — рідко олігурія, гематурія, зниження клубочкової фільтрації, ниркова недостатність.
- Порушення обміну речовин — гіперглікемія, затримка рідини в організмі, рідко розвиток синдрому Фанконі (екскреція амінокислот з сечею та розвиток метаболічного ацидозу).
- Зміни в лабораторних аналізах — можуть відбуватися еозинофілія, анемія, тромбоцитоз, тромбоцитопенія, збільшення протромбінового часу, гіперкаліємія, збільшення рівня креатиніну, сечовини, білірубіну, підвищення активності амінотрансфераз і лужної фосфатази в крові.
- Місцеві реакції — у поодиноких випадках спостерігалися болючість і гіперемія у місці внутрішньом'язової ін'єкції.

Нетилміцин має значно нижчу ото- та вестибулотоксичність, ніж інші аміноглікозиди. У проспективному дослідженні показано, що кохлеарна токсичність нетилміцину становить усього 2,4 %; тоді як частота вестибулотоксичності для гентаміцину, тобраміцину та амікацину становить 6—13 %. Згідно інших досліджень, ототоксичність нетилміцину становить 2,3 % випадків у порівнянні з 9,7 % у тобраміцину, 7,7 % гентаміцину та 13,8 % амікацину; описані також випадки відновлення слуху при відміні гентаміцину та його заміні нетилміцином. Нетилміцин має також значно нижчу нефротоксичність. Частіше нефротоксичність спостерігається у хворих похилого віку та у хворих, які отримували високі дози препарату. Частота нефротоксичності також вища у хворих на цукровий діабет, і може складати у таких хворих від 1 до 18 % випадків. Загальна частота нефротоксичності нетилміцину при проведенні клінічних спостережень становила 2,8 % у порівнянні із 11,5 % при застосуванні тобраміцину, 11,1 % гентаміцину та 8,5 % амікацину. У меншому ступені нефротоксичність нетилміцину спостерігалась при застосуванні й у новонароджених дітей.

## Протипоказання
Нетилміцин протипоказаний при підвищеній чутливості до аміноглікозидів, вагітності, годуванні грудьми, міастенії, паркінсонізмі, ботулізмі. З обережністю препарат застосовують при дегідратації та нирковій недостатності.

## Форми випуску
Нетилміцин випускається у вигляді ампул по 2 мл 2,5 % та 10 % розчину.